# Chaerophyllum gracile
Chaerophyllum gracile är en flockblommig växtart som beskrevs av Josef Franz Freyn och Paul Ernst Emil Sintenis. Chaerophyllum gracile ingår i släktet rotkörvlar, och familjen flockblommiga växter. Inga underarter finns listade i Catalogue of Life.